# Прокофьев, Владимир Константинович
Влади́мир Константи́нович Проко́фьев (1898—1993) — советский учёный в области атомной спектроскопии и эмиссионного спектрального анализа. Доктор физико-математических наук (1936), профессор (1944). Заслуженный деятель науки и техники РСФСР (1958). Лауреат Сталинской (1950) и Государственной (1971) премий.

## Биография
Окончил Михайловское артиллерийское училище (1917) и Петроградский университет (1924). Ученик академика Д. С. Рождественского.
В 1919—1956 работал в ГОИ: лаборант (1919), научный сотрудник, зам. начальника сектора спектроскопии (1932—1935), зав. лабораторией спектрального анализа (с 1935).
По совместительству преподавал в ЛГУ (1925—1932), Артиллерийской академии (1930—1937) и ЛИТМО, где заведовал кафедрой спектроскопии (1951—1953), физической оптики и спектроскопии (1953—1956).
Доктор физико-математических наук (1936), профессор (1944). Действительный член Международной академии астронавтики (1974).
В 1956 году из-за ухудшения здоровья переехал в Крым и стал работать в Крымской астрофизической обсерватории (КрАО).
Похоронен на кладбище пос. Научный.

## Награды, премии и признание
- заслуженный деятель науки и техники РСФСР (1958)
- Сталинская премия третьей степени (1950) — за разработку и внедрение в промышленность новых методов спектрального анализа металлов и сплавов
- Государственная премия СССР (1971)
- орден Ленина (1953)
- орден Октябрьской Революции (1978)
- четыре ордена Трудового Красного Знамени (1943, 1951, 1954, 1968)
- орден Красной Звезды (1967)
- астероид 3159 Prokofʹev (1986)